# Imperi Carolingi
Imperi Carolingi és un terme historiogràfic utilitzat per referir-se a un període de la història europea derivat de la política dels reis  francs,  Pipí i Carlemany, que va suposar un intent de recuperació en els àmbits polític, religiós i cultural de l'època medieval a Europa occidental, i és un fet rellevant i important la coronació de Carlemany com a emperador a Roma com a signe de restauració de facto de l'Imperi Romà d'Occident (segons la ficció de la translatio imperii). Després de la seva dissolució, el 843, seria succeït un segle després pel Sacre Imperi Romanogermànic, amb la mateixa orientació.

## Història

### Orígens
Els francs, un poble germànic de la zona del Rin que es va establir a la Gàl·lia en el segle v, van estar governats per monarques menors durant anys fins a la unificació que va fer Clodoveu I. Sota el seu comandament va estendre el Regne Franc per tot el que és l'actual França i va expulsar del comtat de Tolosa als visigots.
Els successors de Clodoveu van ser anomenats reis mandrosos, ja que es van despreocupar dels temes de govern i els van deixar a les mans dels majordoms de palau, que van assumir els poders administratiu i militar i que es van constituir en una dinastia paral·lela a la que regnava. La dinastia deriva del matrimoni dels fills d'Arnulf de Metz i Pipí el Breu, ambdós descrits per Fredegari com els senyors més importants d'Austràsia. La família va consolidar el seu poder des del segon terç del segle vii aconseguint que l'ofici de majordom de palau fos hereditari, i convertint-se així en els veritables governants dels francs, mentre que els reis merovingis quedaven reduïts a un paper nominal, és per això que se'ls anomena «reis mandrosos».
El 732, el majordom Carles Martell va frenar la invasió musulmana a Occident en la batalla de Tours. El seu fill Pipí el Breu es va proclamar rei dels francs, iniciant la dinastia carolíngia. A més, es va enfrontar als llombards i va envair Itàlia entorn de l'any 750; en va conquerir unes terres que va lliurar al papa i que des de llavors constitueixen els Estats Pontificis, tenint així la benedicció de l'Església per al seu Imperi.
En efecte, Pipí va consolidar la seva posició el 754 en forjar una aliança amb el papa Esteve II, que va obsequiar al rei dels francs una còpia de la Donació de Constantí a París, i el va ungir a ell i a la seva família en una majestuosa cerimònia a Saint-Denis, declarant patricius Romanorum (‘patrici dels romans’). L'any següent, Pipí va complir la promesa feta al papa i va recuperar l'exarcat de Ravenna, recentment perdut davant els llombards, lliurant-lo al papa en lloc de retornar-lo a l'emperador romà d'Orient. Pipí va lliurar també els territoris reconquerits al voltant de Roma, donant peu a la creació dels Estats Pontificis mitjançant la Donació de Pipí, que va deixar a la tomba de Sant Pere. El pontífex tenia bones raons per a esperar de la reconstruïda monarquia franca que proporcionés una base de poder lleial (potestas) en la creació d'un nou ordre mundial, centrat en la figura del papa.

### Carlemany
Pipí va deixar en herència el regne als seus dos fills, Carles i Carloman, però aquest últim es va retirar a un monestir i va morir molt aviat (771), amb la qual cosa va quedar Carlemany com a únic sobirà del territori.
Carlemany, que era net de Carles Martell, va iniciar una política d'expansió territorial per intentar restaurar l'antic Imperi Romà d'Occident, cosa que el va fer enfrontar-se a romans d'Orient, musulmans i germànics. Va estendre el seu Imperi pel que avui són França, Itàlia, Alemanya i fins a part d'Hispània (nord de l'actual Catalunya i Osca). Va establir la capital a Aquisgrà, a la zona oest d'Alemanya.
El papa Lleó III va proclamar a Carlemany com a emperador en l'església de Sant Pere (Roma) el dia de Nadal de l'any 800.
Carlemany, en francès Charlemagne i en alemany Karl der Große, era un personatge poderós, intel·ligent i relativament culte, que es convertiria en una llegenda per a la història posterior tant de França com d'Alemanya. Carlemany va restablir un equilibri de poder entre l'emperador i el papa.
A partir de l'any 772, Carlemany va emprendre una llarga guerra en la qual va conquerir i va derrotar els saxons per a incorporar els seus territoris a l'Imperi Franc (les últimes incursions de Carlemany sobre els territoris saxons està datada en el 804 pels Annals regni Francorum). Aquesta campanya es va sumar a la pràctica de líders cristians no romans que provocaven la conversió dels seus veïns per la força. Els missioners catòlics francs, al costat d'altres d'Irlanda i de la Gran Bretanya anglosaxona, havien penetrat en territori saxó des de mitjan segle viii, resultant en un augment dels enfrontaments amb els saxons, que es resistien als esforços missioners acompanyats d'incursions militars. El principal oponent saxó de Carlemany, Widukind, va acceptar ser batejat en el 785, com a part d'uns acords de pau, però altres líders saxons van continuar amb la lluita. Després de la seva victòria el 782 a Verden, Carlemany va ordenar la matança massiva de milers de presoners saxons pagans. Després de diversos aixecaments més, els saxons van patir la derrota definitiva en el 804. Això va expandir l'Imperi Franc cap a l'est, fins a l'Elba, cosa que l'Imperi Romà només va intentar una vegada, i en el que va fallar en la batalla del bosc de Teutoburg (any 9 dC). Per poder cristianitzar amb més efectivitat als saxons, Carlemany va fundar diverses diòcesis, entre les quals hi ha les de Bremen, Münster, Paderborn i Osnabrück.
Al mateix temps (773-774), Carlemany va conquerir als llombards, incloent d'aquesta manera el nord de la península Itàlica en la seva esfera d'influència. Va renovar el donatiu al Vaticà i la promesa al papat de continuar la protecció per part dels francs.
En el 788, Tassiló III, duc de Baviera, es va revoltar contra Carlemany. Després d'esclafar la revolta, aquest va incorporar Baviera al seu regne. A més d'expandir els horitzons dels seus dominis, va reduir de manera dràstica el poder i la influència dels agilolfings (la família de Tassiló), una altra de les famílies influents d'entre els francs i els seus potencials rivals. Fins al 796, Carlemany va continuar expandint el seu regne encara més cap al sud-est, fins a l'actual Àustria i a parts de Croàcia.
D'aquesta manera, Carlemany va crear un regne que arribava des dels Pirineus al sud-oest (incloent de fet una zona del nord-est de la península Ibèrica (Marca Hispànica després del 795, que seria l'origen de Catalunya i de la seva cultura i llengua, molt properes a l'occità), passant per gairebé tota la França moderna (a excepció de Bretanya, que mai no va ser conquerida pels francs), i a l'est la major part de l'actual Alemanya, incloent-hi el nord d'Itàlia i l'actual Àustria. En la jerarquia de l'Església, els bisbes i abats buscaven la protecció del palau del rei, font tant de protecció com de seguretat. Carlemany s'havia erigit en líder de la cristiandat occidental, a més d'impulsar un «Renaixement carolingi» en la cultura literària, gràcies al seu suport a monestirs com a centres d'ensenyament.

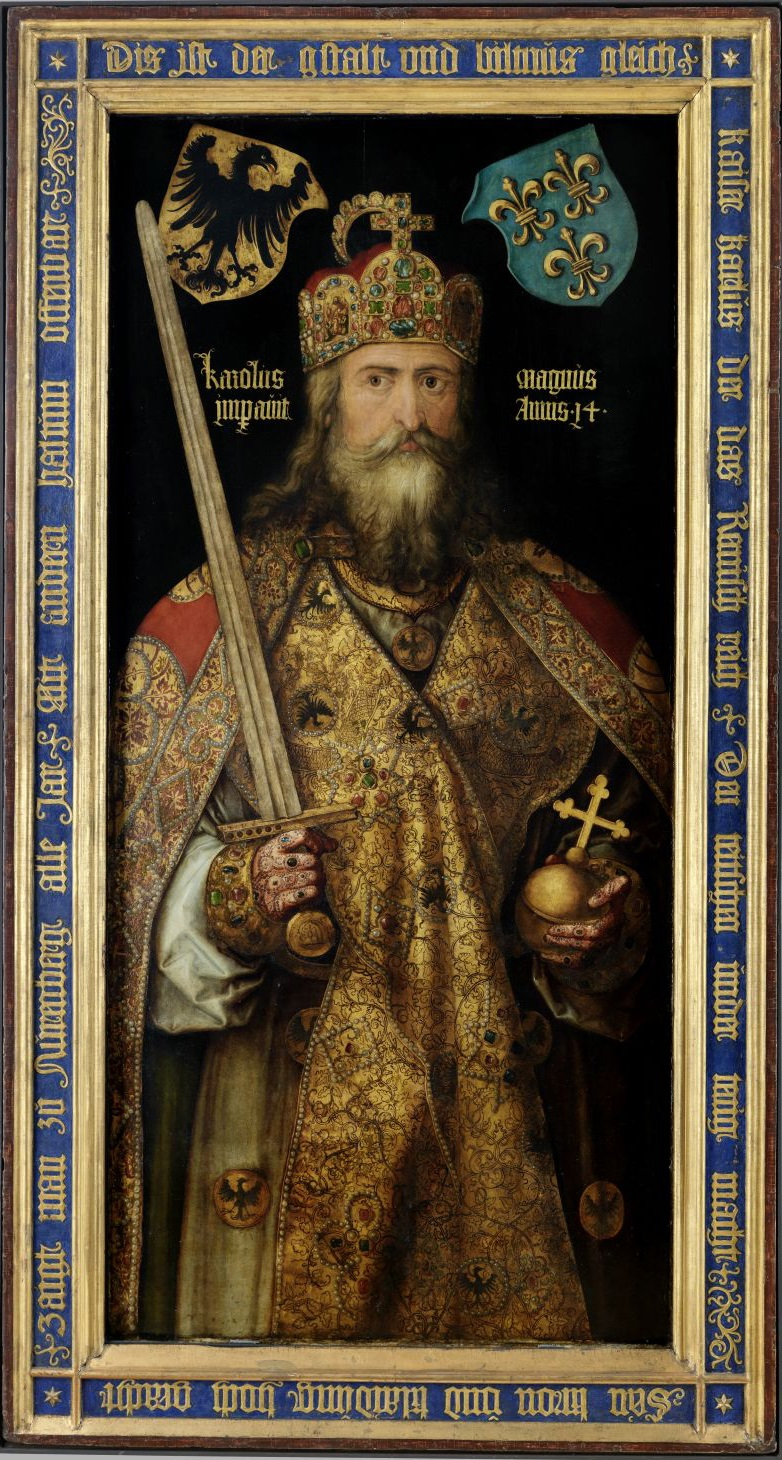
Carlemany segons una il·lustració d'Albert Dürer (1511).

El dia de Nadal de l'any 800, el papa Lleó III va coronar Carlemany com a «Emperador que governa l'Imperi Romà», a Roma, en una cerimònia presentada com inesperada, ja que Carlemany no desitjava trobar-se en deute amb el bisbe de Roma, i al seu fill Carles el Jove com a rei dels francs. Es tractava d'un més dels gestos portats a terme pel papat per definir els papers d'auctoritas papal i potestas imperial, així com per considerar com a successor dels emperadors romans. Això va originar una sèrie de disputes amb els romans d'Orient pel nom de l'Imperi Romà. Després d'una primera protesta per la usurpació, en el 812, l'emperador romà d'Orient Miquel I Rangabé va reconèixer a Carlemany com a emperador (basileus), però no com a emperador dels romans (Βασιλεύς των Ρωμαίων), títol que es va reservar el romà d'Orient com el veritable successor dels emperadors romans. La coronació va servir per donar una legitimitat permanent a la primacia carolíngia entre els francs.
Després de la mort de Carlemany el 28 de gener de 814 a Aquisgrà, va ser enterrat en la catedral d'Aquisgrà.

### Carolingis posteriors
Carlemany va tenir diversos fills, però només en va sobreviure un, Lluís el Piadós, qui va succeir al seu pare al capdavant de l'imperi unificat. Durant el seu regnat com a emperador, va incorporar els seus fills adults Lotari, Carles i Lluís al govern. La primera dècada de govern va estar marcada per tragèdies i desprestigis, especialment pel tractament brutal que infligí al seu nebot Bernat d'Itàlia, pel qual Lluís es penedí públicament. En la dècada del 830 l'imperi es veié dividit per la guerra civil entre els seus fills que lluitaven pel poder, especialment després que Lluís intentés incloure al testament el fill de la seva segona muller, Carles. Tot i que Lluís aconseguí restablir l'ordre, quan morí el 840 va esclatar una nova guerra civil en la que Carles es va aliar amb Lluís en contra les pretensions del fill gran, Lotari, que va ser derrotat el 25 de juny de 841 a la batalla de Fontenoy-en-Puisaye i els vencedors van segellar la seva aliança contra el seu germà Lotari I amb els Juraments d'Estrasburg el 14 de febrer de 842, on es troba el primer testimoniatge d'una llengua romanç parlada en França. Després de tres anys de conflicte finalment es va signar el tractat de Verdun, l'agost de 843, pel qual l'Imperi Carolingi es dividia en tres parts: Carles rebia la Frància Occidental, Lotari la Frància Mitjana, i Lluís la Frància Oriental. Va cristianitzar els eslaus cap a l'est, amb bateig massiu dels nobles de Bohèmia el 845 i el 846 va organitzar un exèrcit per anar a la Gran Moràvia i instal·lar el príncep cristià Ratislau. La colonització germànica dels territoris poblats per poblacions eslaves (wends) a l'est es va aturar a la vora dels rius Elba i Saale (Marca Soraba).
A la mort de Lotari I el 855, el regne de Frància Mitjana va ser dividit entre els seus fills pel Tractat de Prüm, pel qual Lluís II d'Itàlia va rebre la corona imperial i Itàlia, Carles de Provença esdevingué rei de Provença (Baixa Borgonya i Provença pròpiament dita), Lotari II de Lotaríngia va rebre un territori que va passar a ser anomenat Lotharii Regnum (Lotaringia) compost per Austrasia (la part central encara controlada pel seu pare després de Verdun), Frísia i l'Alta Borgonya, mentre que Lluís el Germànic va mantenir Frància Oriental i Carles el Calb Frància Occidental. Lotari II va cedir les parts del sud-est de l'Alta Borgonya als seus germans Carles de Provença, que va rebre els bisbats de Belley i Tarentaise el 859, i Lluís II d'Itàlia els bisbats de Ginebra, Lausana i Sió un any més tard. Carles de Provença va morir sense hereus el 863, i el seu regne es va repartir entre Lotari II, que només va rebre les parts occidentals de la Baixa Borgonya (bisbats de Lió, Vienne, Vivarais i Uzès) que limitaven amb la seva Alta Borgonya occidental (restes de les seves possessions originals de Borgonya), i Lluís II va rebre la resta del Regne de Provença.
El Tractat de Meerssen de 870 va tornar a dividir l'Imperi carolingi en tres parts, dividint la Frància Mitjana des de la vall del Roine fins al mar del Nord entre Lluís el Germànic i Carles el Calb. Lluís el Germànic va rebre la part part oriental de l'Austràsia de Lotari incloent Aquisgrà i Metz, i la major part de Frísia, tot i que gran part de la costa frisona estaven sota control víking, i al sud la major part de l'Alta Borgonya que havia quedat a Lotari. Carles va rebre la Baixa Borgonya, incloent Lió i Viena i una petita part occidental de l'Alta Borgonya, Portois i Varais, incloent Besançon. La frontera transcorregué aproximadament al llarg dels rius Mosa, Ourthe, Mosel·la, Saona i Roine. Després de la mort del fill de Lotari, Lluís II d'Itàlia, emperador des del 855, Carles el Calb va trobar el suport del papa Joan VIII i es va fer coronar emperador el 875. Lluís el Germànic va morir l'any 876.
A la mort de Lluís el Tartamut el 879 Lluís III de França i el seu germà Carloman II van repartir-se el territori del seu pare, i mentre Lluís es va quedar amb Nèustria i Austràsia, Carloman ho va fer amb Borgonya i Aquitània. Després de la proclamació de Bosó de Provença com a rei de Borgonya l'octubre del 879 i les ofensives vikingues, a canvi de la neutralitat de Lluís III d'Alemanya, els carolingis occidentals el van confirmar a la part de la Lotaríngia que posseïa després del Tractat de Mersen, per així afrontar la lluita contra Bosó en el Tractat de Ribemont que redefineix novament les fronteres del que fou l'imperi Carolingi.
El 12 de desembre de 884, després d'una sèrie de morts, l'emperador Carles el Gras va reunir la major part de l'Imperi carolingi, només Bosó de Provença resistia com a rei a Viena. A la fi del 887, el seu nebot, Arnulf de Caríntia es va revoltar i va aconseguir el títol de rei de Frància Oriental (actual Alemanya). Carles es va retirar i va morir poc després, el 13 de gener del 888. Els regnes d'Itàlia i el Regne d'Arlés van tenir reis propis. A la Frància Occidental, Odó, comte de París va ser elegit rei i va ser coronat al mes següent, però a Aquitània Ranul II d'Aquitània es va proclamar rei. Deu anys més tard, els carolingis van recuperar el poder a França, on van governar fins al 987, any de la mort del darrer rei de la dinastia carolíngia Lluís V de França.

### Decadència
Després de la mort de Carlemany l'any 814, el seu fill Lluís I el Pietós (o Ludovicus Pius), que era de caràcter feble i molt manipulable, va assumir la corona de l'Imperi. L'Imperi fort i consolidat que va heretar va entrar en decadència després de les lluites internes pel poder, fomentades en part pels seus fills. A la mort de Lluís I el Pietós (840), els seus fills Carles II el Calb, Lluís el Germànic i Lotari I van firmar el Tractat de Verdun i es van repartir l'Imperi Carolingi. A Carles el Calb li va correspondre la Gàl·lia; a Lluís el Germànic, Alemanya; i a Lotari, la Lotaríngia. Carles el Gras, fill de Lluís el Germànic, va rebre el Regne d'Alamània en herència i amb l'abdicació del seu germà Carloman de Baviera obtingué el regne d'Itàlia, i fou coronat emperador el 881 pel Papa Joan VIII i a l'any següent quan morí el seu altre germà Lluís III d'Alemanya reunificà el regne de la Frància Oriental del seu pare, i al morir sense descendència el seu cosí Carloman II, va heretar també tota la Frància Occidental, reunificant d'aquesta manera (encara que per poc temps) l'Imperi Carolingi.
L'any 887 la popularitat de Carles el Gras es trobava als moments més baixos, sense fills legítims i percebut com a covard i incompetent. Els seus intents de nomenar hereu el fill bastard que havia tingut amb una concubina van trobar-se amb l'oposició dels bisbes i Carles va haver de claudicar. Aquell estiu va rebre els seus parents, el comte de París Odó i el margravi de Friül Berenguer, per discutir la seva successió. El mateix any la seva cosina Ermengarda, filla de Lluís d'Itàlia i vídua de Bosó de Provença, va portar el seu fill Lluís a la cort. Carles el va confirmar com a hereu de Provença, i és possible que pensés nomenar-lo successor al capdavant de l'Imperi. Però aleshores van arribar notícies que el seu nebot Arnulf de Caríntia havia aplegat un exèrcit i volia aconseguir el control de Germania. Tot i que els alamans es van mantenir fidels a Carles, el regne oriental es va col·lapsar. Carles, que havia tornat a patir atacs de la seva malaltia, va ser declarat incapaç per governar i fou obligat a abdicar el 17 de novembre de 887. Es va retirar a Suàbia, on va morir sis setmanes després, el 13 de gener de 888.
Amb la seva deposició i mort, l'Imperi Carolingi es va desintegrar definitivament. Va ser succeït per Odó a la Frància Occidental, Arnulf de Caríntia a la Frància Oriental, Berenguer de Friul a Itàlia, i Rodolf a Borgonya. El títol imperial va quedar uns anys vacant.

### Causes de la disgregació
Carlemany no va aconseguir dotar el seu imperi d'una organització política i administrativa que pogués subsistir per si mateixa a les amenaces que planaven sobre ell. Tota l'organització de l'Imperi descansava sobre una condició necessària: la fidelitat dels nobles a l'emperador i al rei dels francs i dels llombards. Tot això en un context econòmic i social en el qual els comtats es tornaven cada vegada més autònoms: en principi, com resultava molt costós mantenir un guerrer a cavall amb tot el seu equipament, només els grans propietaris s'ho podien permetre i la resta d'homes lliures no tenien una altra alternativa que encomanar-se a un senyor com a vassalls. Cal destacar que no existia un exèrcit permanent en el Regne dels Francs sinó que es cridaven lleves d'armes i cada guerrer havia d'equipar-se pel seu compte. Es vivia en una societat rural l'economia era l'agricultura de subsistència, les ciutats estaven despoblades i reduïdes a la mínima expressió i el comerç havia pràcticament desaparegut. La burgesia encara no havia sorgit com a classe social i les províncies havien de subsistir amb els seus propis recursos.
Així, entre l'emperador i els homes lliures cada vegada va cobrar més força la casta intermediària dels nobles, a qui els seus vassalls havien de respondre. Era només qüestió de temps que en un tan extens Imperi en el qual les comunicacions eren tan escasses i deficients, els vassalls responguessin més als seus senyors locals que a l'emperador.
Mentre Carlemany va viure, el seu extraordinari prestigi, la seva mà ferma i la seva fèrria voluntat, i els beneficis que reportaven a la noblesa les conquestes territorials, van fer que se li obeís per sobre de la desintegració que estava en potència. Únicament si el seu successor hagués estat un rei amb els talents de Carlemany hagués tingut l'Imperi Carolingi possibilitats de sobreviure. Però el seu fill Carles el Jove, un home de gran perícia militar a qui Carlemany havia confiat algunes de les seves missions més difícils, no li va sobreviure.
Ja en vida de Carlemany s'havia produït un fet que permet deduir que alguna cosa dolenta estava passant amb la fidelitat basant-se en la qual estava erigit l'esquelet de l'Imperi. L'estiu de l'any 807, molt pocs dels senyors i guerrers convocats a l'assemblea anual es van presentar i, per primera vegada, l'assemblea no va poder celebrar-se. Va ser un fet sense precedents. Carlemany ho va interpretar com una revolta a la seva autoritat, va enviar els seus missi a investigar cada comtat i va castigar amb edictes aquesta creixent deserció.
Mort Carlemany i donat el poc talent polític del seu fill i successor Lluís el Piadós, els fets es van precipitar. Les guerres civils entre el monarca i els seus fills van acabar amb el prestigi de l'emperador. La fidelitat que només es mantenia per l'extraordinària figura de Carlemany va desaparèixer i l'Imperi Carolingi, ja ferit de mort, va acabar de naufragar gràcies a l'exacerbació dels atacs dels nòrdics, donant pas al ple auge del feudalisme.
L'imperi era inviable donades les condicions econòmiques, polítiques i socials de l'època i només la fortíssima personalitat i el talent de Carlemany havien pogut sostenir-lo.

### El llegat carolingi
Tot i ser una mica accidental des del punt de vista històric, la unificació de la major part del que avui és el centre d'Europa sota el comandament d'un sol líder va servir de substrat per a la continuació del que es coneix com a Renaixement carolingi. Malgrat les guerres internes gairebé constants que va haver de suportar l'Imperi carolingi, l'extensió del govern franc i la cristiandat romana en un territori tan vast va assegurar una unitat fonamental durant l'Imperi Carolingi. Cada part de l'Imperi Carolingi es va desenvolupar de manera diferent, el govern i la cultura dels francs depenien en gran manera de cada un dels líders i dels seus objectius. Objectius que van canviar tan fàcilment com les aliances polítiques entre les diferents famílies franques. De tota manera, aquestes famílies, inclosos els carolingis, compartien totes les mateixes creences bàsiques i idees de govern. Idees i creences que tenien les seves arrels en un passat provinent tant de la tradició germànica com romana. Una tradició que es remunta a molt abans de l'ascens dels carolingis i que es va perllongar en certa manera fins i tot després de les morts de Lluís el Piadós i els seus fills.

## Política
Carlemany va dividir el territori en marques, comtats i ducats: 
- Marques: territoris defensius localitzats a les fronteres de l'Imperi. Estaven governades per ducs o marquesos, que tenien poder sobre un exèrcit. Les marques eren la Marca Saxona, la Marca Bretona, la Marca Llombarda i la Marca Àvara.
  - La Marca Hispànica, tot i que als Annales regni Francorum apareix referida com a tal, no conformava una unitat política governada per un marquès, ans era un simple agrupament de comtats al vessant sud del Pirineu. Aquests comtats conformaren l'embrió de Catalunya, car és en aquesta època que les llengües romàniques s'independitzen del llatí. L'isolament dels comtats catalans de la resta de la península Ibèrica per l'expansió de l'islam i la seva pertinença a l'Imperi Carolingi expliquen la diferenciació del català de la resta de les llengües romàniques ibèriques i la seva gran proximitat amb l'occità.

- Comtats: era la unitat de la circumscripció administrativa encomanada a un comte per tal de complir les disposicions reals, presidir el mallus judicial, dirigir els contingents militars, cobrar impostos i ordenar la despesa. Eren nomenats pel rei, que els atorgava poder militar, administratiu i judicial. Tot el que no eren marques eren comtats, que eren tota la zona no fronterera de l'imperi.

- Ducats: podien designar un títol de prestigi que fa referència a una categoria de comandament elevada, senzillament a un marquès, o algun territori autònom o extern a l'imperi.

El màxim poder de l'Imperi residia en l'emperador, que tenia poder per convocar les armes, administrar justícia i designar els nobles que governaven els territoris.
El palau o cort era el nucli de l'Administració i estava dirigit per un camarlenc (successor del càrrec de majordom de palau). Al seu càrrec hi havia el coper, responsable del celler, el mariscal, responsable de la cavalleria i l'estable, i el senescal, responsable dels assumptes de la cort. Les altres institucions de l'administració eren la cancelleria, que dirigia els assumptes civils i els eclesiàstics, així com el tribunal palatí, que aplicava les lleis als habitants de l'Imperi.
Els comtes percebien com a pagament a la seva gestió les rendes o usdefruit d'una part del fisc que la monarquia tenia al comtat, a això es diu honor. Donada la gran extensió del territori imperial i el deficient nivell tècnic dels mitjans de comunicació, els comtes s'aprofitaven i abusaven del seu poder per augmentar les seves propietats territorials radicades al comtat i emparentar amb famílies poderoses del comtat. Els inspectors de palau o missi dominici eren els encarregats que els marquesos i els comtes governessin segons les directrius de l'emperador, per a això acudien en parelles als territoris a comprovar el compliment de les lleis. No obstant això, els comtes sortien d'un àmbit reduït de terratinents aristocràtics, i de la mateixa forma els missi, de manera que encara actuaven fora de la seva esfera d'influència, compartien els interessos d'aquells a qui inspeccionaven.
Quan la reialesa va ser forta, va poder imposar la seva autoritat sobre els comtes, però quan la reialesa carolíngia va decaure en poder militar per les guerres civils i els saquejos normands, sarraïns i magiars, va resultar més difícil desproveir a un comte de la jurisdicció del territori assignat.

## Agricultura
A diferència de l'Imperi Romà, l'Imperi Carolingi va adquirir un caràcter essencialment rural: la terra era la principal font de riquesa i la població vivia dispersa en viles o en petits nuclis de població.

## Economia
El comerç a l'època de l'emperador Carlemany (742-814) es va reduir al transport d'algunes bótes de vi o sal, al tràfic prohibit d'esclaus i a uns pocs articles de luxe portats d'Orient. Des del tancament de la Mediterrània per l'islam es va acabar l'activitat comercial regular, la circulació constant i organitzada, així com la classe de mercaders professionals o dels seus establiments a les ciutats. Encara que van perviure petits i rudimentaris mercats locals, es va destacar l'empobriment general de l'època. La circulació de diners es va tornar lenta i insuficient. Encara que l'imperi de Carlemany va ser molt brillant culturalment parlant, en l'aspecte econòmic va ser un segle de regressió. Els recursos del sobirà es van limitar a les rendes dels seus dominis, als tributs dels pobles vençuts i al botí de guerra.
La base econòmica, tant l'estat com de la societat, serà llavors la propietat territorial. L'Estat Carolingi va ser essencialment agrícola. El comerç era insignificant i, per tant, no existia més fortuna que els béns arrels, ni més treball que el rural. La desaparició dels petits propietaris lliures es va accelerar, la necessitat de protecció els va obligar a buscar la tutela dels poderosos.
Es duia a terme el domini clàssic o bipartit, un sistema d'explotació del treball que es va desenvolupar plenament entre el Loira i el Rin durant els segles VIII-IX i que estava format per una zona (la reserva) d'explotació directa en benefici de l'amo, i una zona (les tinences) de subsistència dels pagesos que, en canvi de la possessió hereditària de la tinença (salari), estaven obligats a donar una part de la força de treball (excedent) a la reserva, on generalment també hi havia un petit estoc de mà d'obra esclava.
Amb la gairebé desaparició de la circulació comercial, de la classe comerciant i de la població urbana, va resultar inútil seguir produint més del mínim indispensable per a la subsistència dels habitants, propietaris i arrendataris, que vivien en el domini. L'economia de canvi va ser substituïda per una economia de consum. Cada domini, en lloc de continuar la seva relació amb l'exterior, va constituir un petit món a part. Va viure de si mateix i per a si mateix.

## Cultura i art
Carlemany no sabia llegir, ni escriure, ni tan sols aritmètica. Per això va intentar elevar el nivell cultural de l'Imperi creant l'Escola Palatina d'Aquisgrà, i va posar en la seva direcció al cèlebre Alcuí de York. S'hi van formar ell, els seus fills i tots els funcionaris de la cort.
Aquesta Escola es va convertir en model per a la fundació d'altres en tot Europa. Va divulgar les arts, les ciències i les lletres i tot el coneixement de l'antiguitat clàssica amb les seves matèries:
- Trivium: retòrica, gramàtica i dialèctica.
- Quadrivi: geometria, astronomia, aritmètica i música.

L'art carolingi estava basat fonamentalment en dos estils: l'art clàssic grec i l'art cristià, però amb algunes influències dels seus veïns romà d'Orient i islàmic.
Escultura: Els exemples conservats són molt escassos, si bé les escultures de vori han sobreviscut i són d'una gran bellesa.
Arquitectura: L'arquitectura carolíngia es reflectia en edificis religiosos i alguns palaus. Es caracteritza per usar la planta de creu llatina de tres naus; arcs de mig punt, d'herència romana; cobertes de fusta; i columnes amb capitells esquemàtics i pilars quadrats i cruciformes.
Mosaics i miniatures: Entre les obres d'art més notables d'aquesta època, sobresurten els mosaics i les miniatures que il·lustren els evangelis, a més de l'orfebreria que decorava tots els seus temples.